# Olijfkleurige doornsnavel
De olijfkleurige doornsnavel (Chalcostigma olivaceum) is een vogel uit de familie Trochilidae (kolibries).

## Verspreiding en leefgebied
Deze soort komt voor van het westelijke deel van Centraal-Peru tot het westelijke deel van Centraal-Bolivia en telt twee ondersoorten:
- C. o. pallens: centraal Peru.
- C. o. olivaceum: van zuidoostelijk Peru tot centraal Bolivia.